# ألان هاي (أستاذ جامعي)
ألان هاي هو كيميائي كندي، ولد في 23 يوليو 1929 في إدمونتون في كندا، وتوفي في 14 أغسطس 2017 في ناينيكا في الولايات المتحدة.